# 石門大圳

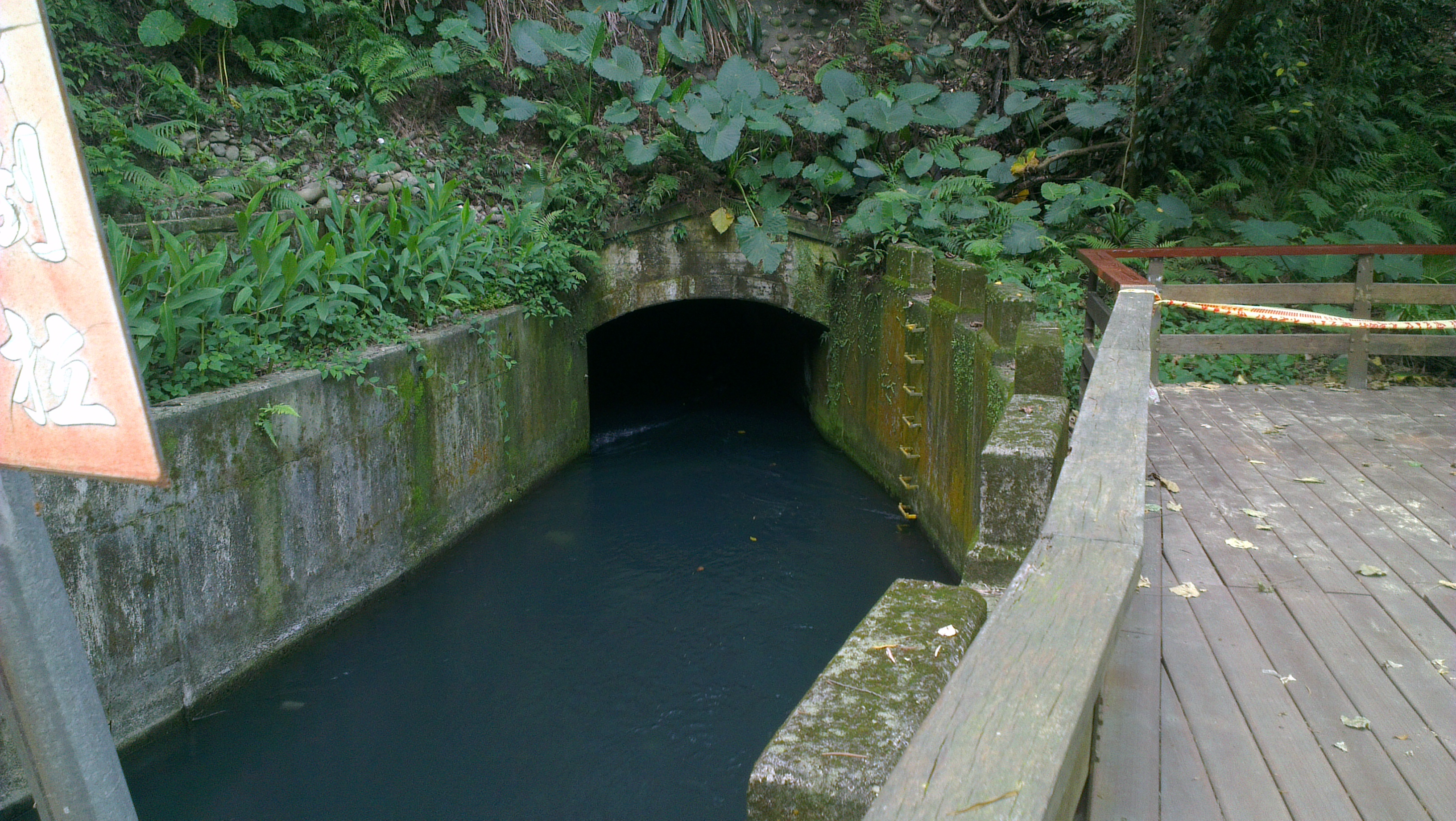
石門大圳2號隧道入口

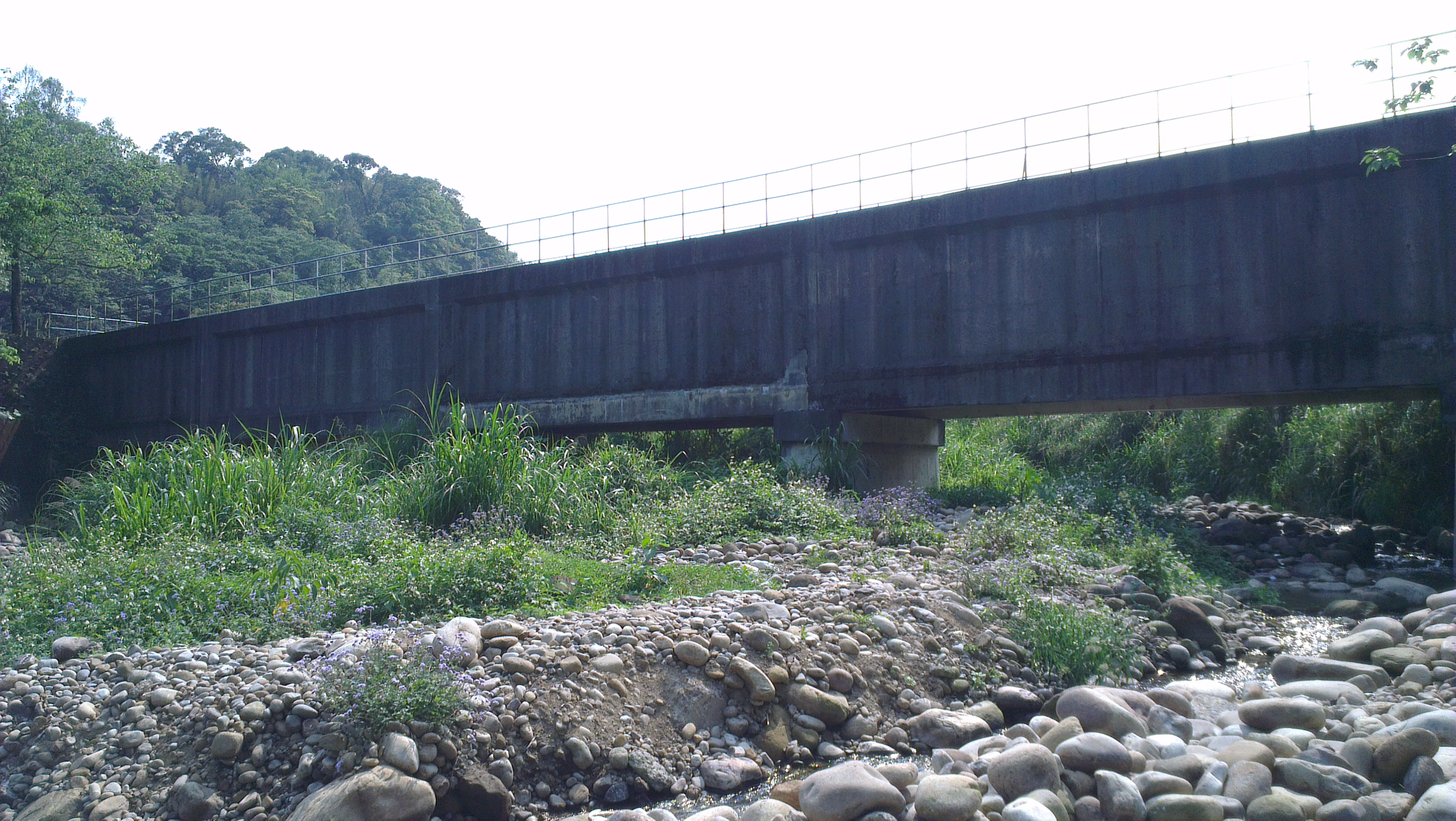
石門大圳過水橋

石門大圳，1953年（民國42年）桃園乾旱，大嵙崁溪（今大漢溪）水位不足，桃園大圳出現用水不足，促使石門水庫興建，水庫完工後同時建構了石門大圳，1956年7月開工，1964年6月完工，灌溉區域涵蓋桃園市龍潭區、中壢區、楊梅區、平鎮區、八德區、新竹縣湖口鄉。
在《淡水廳誌》中提到，石門大圳的最早發想者為臺灣府淡水撫民同知「曹謹」，他曾倡議發開大嵙崁後山的湳子莊，引入灌溉中壢一帶，但因原住民出沒和漳粵間的紛爭，未能如願。

## 主要設施
除1960年代完工的石門大圳和水庫工程外，整個水利系統也將過去的古圳道併入，包括1741年（乾隆6年）由薛啟隆和邱、黃、廖三姓合建的「合大興圳」。總灌溉區有17區，16條支線。

### 石門水庫
石門水庫，水源來自於大漢溪中游。集水面積：763.4平方公里，總蓄水量：30912萬立方公尺，滿水位面積：800公頃，位於桃園市大溪區、龍潭區、復興區，與新竹縣關西鎮之間。

### 櫻花隧道
2002年完成的石門大圳櫻花隧道，位於龍潭區龍泉會館後方。石門大圳的水從山頭穿過而出，匯入打鐵坑溪上方的過水橋。

### 取水口
進水口設在石門水庫上游左岸，其取水口的中心線標高，配合石門水庫呆水位在195公尺而定為193.55公尺，係鋼筋混凝土結構，設有阻水閘門，下接2.5公尺的進水壓力隧道長204.6公尺，在壓力隧道之下設有混凝土地下閘門室，內設高壓運用與防護閘門二組，節制流量，水流經閘門注入消力池消能後，進入石門幹渠第1號隧道。

### 步道
「相思仔」、「仙丹花」、「櫻花」、「流蘇」四條步道，供人行及自行車使用。

## 延伸閱讀
- . 農田水利入口網. 行政院農業委員會. 2012-01-01  [2016-04-16]. （原始内容存档于2014-01-05）.

## 外部連結
- 灌溉區域分佈圖 （页面存档备份，存于）
- 農田水利署石門管理處 Archive.today的存檔，存档日期2012-12-22